# Violent Creed of Vengeance
Violent Creed of Vengeance (englisch Gewaltsames Rachebekenntnis) ist das zweite Album der kanadisch-amerikanischen Epic-Doom-Band Smoulder.

## Geschichte
Die Band hat zur Veröffentlichung der EP Konzerte und Festivalauftritte in Europa geplant. Nach ihrer Ankunft in Griechenland, wo Smoulder beim Festival Up the Hammers spielen wollte, wurde das Festival abgesagt. Grund dafür waren die Folgen der Covid-19-Pandemie sowie die damit einhergehenden Reisebeschränkungen weiterer gebuchter Interpreten. Die Band konnte aufgrund der Beschränkungen nur unter großen Schwierigkeiten zurück nach Kanada beziehungsweise in die Vereinigten Staaten. Die verpassten Auftritte und der fehlende Verkauf von Merchandising führten zu finanziellen Verlusten von 10.000 Dollar für Smoulder. In ihrer Heimat begaben sich die Musiker aufgrund eines erhöhten Gesundheitsrisikos für die Sängerin und Diabetikerin Sarah Ann Kitteringham in Isolation. In Kanada heirateten Kitteringham und der Gitarrist Shawn Vincent noch unter Pandemiebedingungen. Im Jahr 2022 siedelte das Paar Sarah Ann und Shawn Vincent ohne eine Beeinträchtigung der Bandbesetzung nach Finnland um. Sarah Ann Vincent hat eine doppelte Staatsbürgerschaft und wollte in die finnische Natur. Außerdem hat sie das Kranken- und Sozialsystem des Landes bevorzugt. Shaw Vincent hatte sich bereit erklärt, nach Finnland zu ziehen, und das Paar zog um. Sarah Ann konnte mit ihrer finnischen Staatsbürgerschaft als Vollzeitangestellte des Onlinemusikdienstes Bandcamp ohne regionale Anbindung weiterarbeiten, während Shawn Integrationskurse besuchte. Das zweite Album wurde zeitnah vollständig in Finnland aufgenommen. Die Musiker wollten eine gemeinsame Erfahrung machen und einen Aufnahmeprozess der 1970er Jahre nachempfinden. Sie wollten gemeinsam im Studio schreiben, arbeiten und aufnehmen sowie in der Nähe gemeinsam leben. Die noch in den Vereinigten Staaten und Kanada lebenden Musiker Schlagzeuger Kevin Hester, Gitarrist Collin Wolf und Bassist Adam Blake wurden daher zu den Aufnahmen eingeflogen. Im Soundwell Studio in Espoo nahm Smoulder dann das zweite Album Violent Creed of Vengeance unter der technischen Begleitung von Valtteri Kallio und Jani Snellman auf.

## Albuminformationen
Das am 21. April 2023 über Cruz del Sur Music veröffentlichte Violent Creed of Vengeance ist das zweite Album der Band. Es enthält sieben separate Stücke, die eine Gesamtspielzeit von 42:17 Minuten haben. Das Album wurde in den regulären Tonträgerformaten als LP, MC und CD produziert.

### Gestaltung
Als Cover wurde ein Gemälde von Michael Whelan lizenziert. Der Gebrauch von Whelans Werk besitzt eine lange Tradition in der Metal-Szene. Unter anderem nutzten Cirith Ungol, Demolition Hammer, Obituary und Sepultura seine Werke. Ein Verweis auf das kollektive Kapital der Metal-Szene, mit dem die Band bereits zum Debüt auf die Grundidee ihrer Musik als „Warrior Metal“ verweisen wollte. Seither nutzt die Band Gemälde von Whelan für ihre Albumcover. Die Band erwarb Sekundärrechte an dem ursprünglich für das Fantasy-Paperback Amazons 2 aus dem Jahr 1981, einer Anthologie des Verlags DAW Books über weibliche Heldenfiguren. Dabei stand das Gemälde noch vor dem lyrischen Konzept des Albums fest. Das laut Sarah Ann Vincent „ikonischen Artwork“ habe der Gruppe vielmehr geholfen das Thema des Albums, die weibliche Rache an männlichen Unterdrückern, auszugestalten. Das Gemälde wurde Zeitgleich zu jenem der EP Dream Quest Ends lizenziert. Sie erläuterte ergänzend, dass „ein einzigartiges, stimmiges und kraftvolles Cover“ immanent für sie sei.

„Ich wollte, dass die Leute ein Smoulder-Album in die Hand nehmen und sagen: „Heilige Scheiße, diese Band muss der Hammer sein“. Ich mag, dass Smoulder-Alben so klingen, wie die Cover aussehen: wie schwertschwingender, abenteuerlicher, epischer Heavy Metal!“

Das Bild zeigt zwei bewaffnete dunkelhaarige Frauen die auf dem Bug eines Bootes Schwert und Speer zum Schlag erhoben halten. Whelan orientierte sich bei der Gestaltung an einer Piratengeschichte der Anthologie Amazons 2. Er schrieb dazu, er habe mit „dynamischen Linien und einer schlanken, kräftigen Muskulatur […] ein Paar harter, aggressiver Kämpferinnen in die Schlacht gezaubert, die dem Namen der Amazone gerecht“ würden. Adam Blake sah das Gemälde als ideales Cover für das Album der Gruppe.

„[A]m wichtigsten ist natürlich das Artwork selbst, welches starke, kämpfende Frauen, im Kampf sterbende Männer, coole Klingenwaffen und einen glimmenden (“smouldering”), blutroten Himmel zeigt – all das mit Whelans fantastischem Realismus und Detailliertheit. Wir haben es gesehen und realisiert, dass es perfekt passt.“

### Konzept
Aufbauend auf dem Gemälde und aus individuellen Erfahrungen sowie gesellschaftlichen Entwicklungen entwickelte Sarah Ann Vincent ein lyrisches Konzept für Violent Creed of Vengeance. Sie hatte sich während der Pandemie mit Misshandlung und Missbrauch, insbesondere sexuellem Missbrauch, von Frauen beschäftigt. Ihre Frustration darüber, „dass es so oft keine Konsequenzen für Missbrauchstäter gibt“ beschäftigte sie in einer Zeit der pandemiebedingten sozialen Isolation. Bedingungen unter denen die Erfahrungen anderer im virtuellen Raum greifbar, aber ein sozialer Kontakt fern war. Die Situation bedingte eine depressive Verstimmung, gepaart mit einer kreativen Blockade, bis sie begann über ihre Gefühle zu schreiben, womit das Konzept für das neue Album als Geschichten, die von der Selbstermächtigung und dem sich Wehrens von Frauen handeln, entstand.

„In diesem Album geht es darum, hoffnungslos zu sein und dann zu sagen: ‚Ich werde verdammt noch mal etwas dagegen tun‘“

Die lyrische Ausrichtung an Fantasyliteratur und Mythologie behielt die Band unter diesem Konzept bei. So wird im Stück Victims of Fate die von Michael Moorcock erdachte Stadt Tanelorn im Zentrum des Multiversums erwähnt. Weitere Verweise auf konkrete, wie den goldenen Pfad der Bene Gesserit aus Dune (Path of Witchery), und allgemeine Elemente, wie Drachen und Schwertkämpfer, aus dem Fundus der Fantasyliteratur sind in allen Texten des Albums zu finden.

### Stil
Mit Violent Creed Of Vengeance spielt Smoulder Epic Metal. In Relation zu den vorherigen Veröffentlichungen der Band wurden die Anteile aus Hard Rock und Doom Metal reduziert, dafür habe „die Scheibe an Epicness massiv hinzugewonnen“. Zugleich habe sich das Songwriting verbessert. Shawn Vincent betonte, dass er „hart daran gearbeitet [habe], ein besserer Leadgitarrist zu werden“. „Riffs und Hooks sowie sämtliche Arrangements“ seien dabei gekonnt geschrieben.
Trotz reduzierter Bezüge bleibt die Band phasenweise im Epic Doom verhangen. Doch der Großteil des Albums orientiert sich am frühen europäischen Power Metal. So ist das Stück The Talisman and the Blade unmittelbar von den frühen Alben von Blind Guardian beeinflusst. Auch wenn die Nähe zu Blind Guardian wiederholt als Einordnung genutzt wird, werden weitere Vergleiche zu Tales of Medusa, Solitude Aeturnus, Manilla Road und Fates Warning gezogen. Dieser durch die auf die Stimme und Gitarrensoli gelegten Halleffekte verstärkte Power-Metal-Klang erstreckt sich dabei über das gesamte Album und wird als „1980er-Metal-Charme“ hervorgehoben. Das Album erweise sich mit „stampfenden Riffs, Twin-Guitar-Parts und Sarah Ann’s eindringlicher Stimme“ als Fortführung, Weiterentwicklung und Steigerung der vorherigen Veröffentlichungen von Smoulder.

„Unter Smoulders Banner des Epic Metal vermischen sich Elemente aus Power-, Doom- und Speed-Metal, um zusammen ihre Feinde zu besiegen. Violent Creed of Vengeance wurde von Leuten geschrieben, die das Genre lieben und kennen, und es bietet ein sehr komplettes und abgerundetes Metal-Erlebnis.
 Reichlich melodisch, voller fesselnder Riffs und gekrönt vom ausdrucksstarken und charismatischen Gesang der äußerst fähigen Sängerin der Band […], ist dies eine Sammlung von Tracks höchster Qualität. Sowohl das Songwriting als auch die Darbietung sind erstklassig und verbinden sofortigen Appeal mit Tiefe und Nuancen. Dies ist Heavy Metal, der mit seinem Kriegsgeschrei die Aufmerksamkeit auf sich zieht, sie aber mit einer gut durchdachten Langzeitstrategie aufrecht erhält.“

### Titelliste
1. Violent Creed of Vengeance: 5:05
2. The Talisman and the Blade: 4:47
3. Midnight in the Mirror World: 6:55
4. Path of Witchery: 4:27
5. Victims of Fate: 7:41
6. Spellforger: 3:31
7. Dragonslayer’s Doom: 9:51

## Wahrnehmung
Vornehmlich wurde das Album von Kritikern als ein Jahres-Highlight beurteilt und empfohlen. Als schlecht empfand „Mr. Metalsson“ von Bleeding4Metal Violent Creed of Vengeance, für den es „auch nach mehreren Durchläufen einfach nur so dahin“ plätschert. MetalMike von Metal Crypt lobte das Album als gelungene Genreveröffentlichung, sah jedoch seine Erwartungen, nach dem Debüt Times of Obscene Evil and Wild Daring als nicht erfüllt.
Jenseits solcher vereinzelt kritischen Stimmen, war das Lob für das Album hoch. Gary Alcock nannte Violent Creed of Vengeance für Ghost Cult Mag ein „gut durchdachtes Stück“ Traditional Doom, „das jeden mächtigen, schwertschwingenden Champion mit einer Vorliebe für epische Schlachten und die Vernichtung von Horden des Bösen begeistern wird.“ So lobten Rezensenten Violent Creed of Vengeance als „außergewöhnliches Epic-Metal-Album“, „zweifellos eine der besten und überdurchschnittlichsten Leistungen“ der Band, „ein episches Traditionsstahl-Meisterwerk nach Maß geworden, an dem sich andere Genre-Veröffentlichung in nächster Zeit werden messen“ lassen müssten, im Veröffentlichungsjahr der „Maßstab in Sachen epischer Metal“ und „eine der spannendsten Veröffentlichung des Genres“. Das Album sei die Ideale Veröffentlichung für Epic-Metal-Nerds, schrieb Chris Papadakis für Forgotten Scroll. Das Urteil als Jahres-Highlight sowie Band- und Genre-Maßstab wurde in weiteren Rezensionen mehrfach bestätigt.

„Alles schön auf den Punkt komponiert, Leidenschaft und die endlose Liebe zur Musik sind darüber hinaus zu jeder Sekunde präsent.“